# Zhuhai Championships
Zhuhai Championships, oficiálně Huafa Properties Zhuhai Championships, byl profesionální tenisový turnaj mužů hraný v jihočínském městě a prefektuře Ču-chaj, ležícím v provincii Kuang-tung v deltě Perlové řeky. Založen byl v roce 2019. Na okruhu ATP Tour patřil do kategorie ATP Tour 250.  V sezóně 2024 přešla pořadatelská licence na Hangzhou Open konaný v Chang-čou, metropoli provincie Če-ťiang.

## Historie
Zhuhai Championships vznikl v roce 2019, kdy se na okruhu ATP Tour zařadil do kategorie ATP Tour 250. Spolu s Chengdu Open probíhal v zářijovém termínu, jakožto úvodní událost několikatýdenní podzimní túry v Asii. V kalendáři okruhu nahradil Shenzhen Open konaný v Šen-čenu.
Dějištěm se stal areál Mezinárodního tenisového centra v Cheng-čchinu, s otevřenými kurty s tvrdým povrchem Plexicushion. Kapacita centrálního dvorce činila pět tisíc diváků. K turnaji bylo určeno pět soutěžních a dvanáct tréninkových dvorců. Již v roce 2016 začal areál pořádat jarní challenger Zhuhai Open a v roce 2015 hostil první ročník „malého Turnaje mistryň“ WTA Elite Trophy.
V období 2020–2022 byly čínské turnaje zrušeny pro proticovidová omezení. Do soutěže dvouhry nastupuvalo dvacet osm singlistů a čtyřhry se účastnilo šestnáct párů. Držitelem pořadatelských práv je agentura Huafa Sports ze skupiny Huafa Group.

## Vývoj názvu turnaje
- 2019: Huajin Securities Zhuhai Championships
- 2023: Huafa Properties Zhuhai Championships

## Přehled finále

### Dvouhra
| Rok  | vítěz                           | finalista                       | výsledek                        |
| ---- | ------------------------------- | ------------------------------- | ------------------------------- |
| 2019 | Alex de Minaur                  | Adrian Mannarino                | 7–6(7–4), 6–4                   |
| 2020 | zrušeno pro pandemii koronaviru | zrušeno pro pandemii koronaviru | zrušeno pro pandemii koronaviru |
| 2022 | zrušeno pro pandemii koronaviru | zrušeno pro pandemii koronaviru | zrušeno pro pandemii koronaviru |
| 2023 | Karen Chačanov                  | Jošihito Nišioka                | 7–6(7–2), 6–1                   |

### Čtyřhra
| Rok  | vítězové                        | finalisté                          | výsledek                        |
| ---- | ------------------------------- | ---------------------------------- | ------------------------------- |
| 2019 | Sander Gillé Joran Vliegen      | Marcelo Demoliner Matwé Middelkoop | 7–6(7–2), 7–6(7–4)              |
| 2020 | zrušeno pro pandemii koronaviru | zrušeno pro pandemii koronaviru    | zrušeno pro pandemii koronaviru |
| 2022 | zrušeno pro pandemii koronaviru | zrušeno pro pandemii koronaviru    | zrušeno pro pandemii koronaviru |
| 2023 | Jamie Murray Michael Venus      | Nathaniel Lammons Jackson Withrow  | 6–4, 6–4                        |